# پروتئین کیناز فعال‌شده با میتوژن
پروتئین کیناز فعال شده با میتوژن (به انگلیسی: Mitogen-activated protein kinase) (MAPK) کیناز پروتئین‌هایی هستند که خاص اسیدهای آمینه سرین، ترئونین و تیروزین هستند. MAPKها متعلق به گروه کیناز (CMGC (CDK/MAPK/GSK3/CLK هستند.
MAPKها در کارگردانی پاسخ‌های سلولی به آرایه‌های متنوع از محرکها، مانند میتوژن‌ها، استرس اسمزی، شوک حرارتی و سایتوکاین‌های پیش التهابی نقش دارند. آنها عملکرد سلول از جمله تکثیر، بیان ژن، تمایز، رشتمان، بقای سلولی و آپوپتوز را تنظیم می‌کنند.